# Deal or No Deal (album)
Albums de Wiz Khalifa
Show and Prove
(2006) Rolling Papers
(2011)
Deal or No Deal est le deuxième album studio de Wiz Khalifa, sorti le 24 novembre 2009. Il s'est vendu à plus de 5 900 copies la première semaine de sa sortie et s'est finalement écoulé à plus de 167 000 exemplaires aux États-Unis.
L'album s'est classé 2e au Top Heatseekers, 10e au Top Rap Albums, 13e au Top Independent Albums et 25e au Top R&B/Hip-Hop Albums.

## Liste des titres
| No  | Titre                                                                                                  | Contient un (des) sample(s) de                             | Durée |
| --- | --- | ---------------------------------------------------------- | ----- |
| 1.  | Bout Y'all (featuring Josh Everette – Produit par Josh Everette et Eric Dan)                           |                                                            | 4:00  |
| 2.  | Chewy (Produit par Josh Everette et Eric Dan)                                                          |                                                            | 3:09  |
| 3.  | Friendly (featuring Curren$y – Produit par Monsta Beatz)                                               |                                                            | 3:25  |
| 4.  | Goodbye (featuring Johnny Juliano – Produit par Johnny Juliano)                                        | Big Things Poppin' (Do It) de T.I.                         | 3:14  |
| 5.  | Hit tha Flo (Produit par Eric Dan)                                                                     | Donk de Soulja Boy                                         | 3:02  |
| 6.  | Lose Control (Produit par Josh Everette et Eric Dan)                                                   |                                                            | 3:34  |
| 7.  | Moola & the Guap (featuring Lavish et L.C. – Produit par Sledgren)                                     |                                                            | 4:32  |
| 8.  | Studio Lovin' (Produit par Johnny Juliano)                                                             |                                                            | 4:19  |
| 9.  | Right Here (featuring Josh Everette – Produit par Sledgren)                                            |                                                            | 4:14  |
| 10. | Red Carpet (Like a Movie) (featuring Chevy Woods – Produit par Ryan Tedder et Andrew « Drew » Clifton) |                                                            | 3:34  |
| 11. | Superstar (Produit par Johnny Juliano)                                                                 | Blue (Da Ba Dee) d'Eiffel 65                               | 3:22  |
| 12. | Take Away (Produit par Big Jerm)                                                                       | Bridge With One Side Down de The Family Circle             | 3:21  |
| 13. | This Plane (Produit par Eric Dan)                                                                      |                                                            | 3:16  |
| 14. | Who I Am (Produit par Sledgren et Exchange Student)                                                    | Since I Found My Baby des Cornelius Brothers & Sister Rose | 3:31  |
| 15. | Young Boy Talk (Produit par Sledgren)                                                                  |                                                            | 3:23  |